# دیشون برنارد
دیشون برنارد (انگلیسی: Di'Shon Bernard؛ زادهٔ ۱۴ اکتبر ۲۰۰۰) بازیکن فوتبال اهل بریتانیا است.
از باشگاه‌هایی که در آن بازی کرده‌است می‌توان به باشگاه فوتبال منچستر یونایتد اشاره کرد.